# Boxe nos Jogos Pan-Americanos de 2023
As competições de boxe nos Jogos Pan-Americanos de 2023 em Santiago, Chile, foram realizadas entre 19 e 27 de outubro de 2023 no Centro de Treinamento Olímpico, localizado em Ñuñoa.
Disputada em 13 categorias, sete para homens e seis para mulheres, o evento foi usado como classificatório para os Jogos Olímpicos de 2024, em Paris, com os dois finalistas de cada categoria garantindo vagas para os Jogos.

## Qualificação
Um total de 130 boxeadores poderiam se classificar para competir (10 por evento). O país-sede, Chile, recebeu vagas de classificação automáticas. O restante das vagas foi distribuído através de vários torneios classificatórios.

## Nações participantes
Um total de 27 CONs classificaram boxeadores ao Pan. O número de competidores se encontra em parênteses.
- ANT Antígua e Barbuda (2)
- ARG Argentina (10)
- BAR Barbados (3)
- BRA Brasil (13)
- CAN Canadá (13)
- CHI Chile (8)
- COL Colômbia (13)
- CRC Costa Rica (4)
- CUB Cuba (10)
- DMA Dominica (2)
- ESA El Salvador (1)
- EAI Equipe de Atletas Independentes (5)
- ECU Equador (10)
- USA Estados Unidos (13)
- GRN Granada (1)
- GUY Guiana (5)
- HAI Haiti (4)
- JAM Jamaica (2)
- MEX México (11)
- PAN Panamá (5)
- PAR Paraguai (2)
- PER Peru (2)
- PUR Porto Rico (6)
- DOM República Dominicana (12)
- TTO Trinidad e Tobago (5)
- URU Uruguai (2)
- VEN Venezuela (10)

## Medalhistas
Masculino
| Event            | Ouro                                      | Prata                        | Bronze                                      |
| ---------------- | ----------------------------------------- | ---------------------------- | ------------------------------------------- |
| 51 kg detalhes   | Yunior Alcantara DOM República Dominicana | Michael Trindade BRA Brasil  | Roscoe Hill USA Estados Unidos              |
| 51 kg detalhes   | Yunior Alcantara DOM República Dominicana | Michael Trindade BRA Brasil  | Ramón Quiroga ARG Argentina                 |
| 57 kg detalhes   | Jahmal Harvey USA Estados Unidos          | Saidel Horta CUB Cuba        | Luiz Gabriel Oliveira BRA Brasil            |
| 57 kg detalhes   | Jahmal Harvey USA Estados Unidos          | Saidel Horta CUB Cuba        | José de los Santos DOM República Dominicana |
| 63,5 kg detalhes | Wyatt Sanford CAN Canadá                  | Miguel Martínez MEX México   | Yuri Falcão BRA Brasil                      |
| 63,5 kg detalhes | Wyatt Sanford CAN Canadá                  | Miguel Martínez MEX México   | Alexy de la Cruz DOM República Dominicana   |
| 71 kg detalhes   | Marco Verde MEX México                    | José Rodríguez ECU Equador   | Eduardo Beckford PAN Panamá                 |
| 71 kg detalhes   | Marco Verde MEX México                    | José Rodríguez ECU Equador   | Junior Petanqui CAN Canadá                  |
| 80 kg detalhes   | Arlen López CUB Cuba                      | Wanderley Pereira BRA Brasil | Abraham Buonarrigo ARG Argentina            |
| 80 kg detalhes   | Arlen López CUB Cuba                      | Wanderley Pereira BRA Brasil | Cédrick Belony-Dulièpre HAI Haiti           |
| 92 kg detalhes   | Julio César La Cruz CUB Cuba              | Keno Machado BRA Brasil      | Julio Castillo ECU Equador                  |
| 92 kg detalhes   | Julio César La Cruz CUB Cuba              | Keno Machado BRA Brasil      | Bryan Colwell CAN Canadá                    |
| +92 kg detalhes  | Joshua Edwards USA Estados Unidos         | Abner Teixeira BRA Brasil    | Cristian Salcedo COL Colômbia               |
| +92 kg detalhes  | Joshua Edwards USA Estados Unidos         | Abner Teixeira BRA Brasil    | Fernando Arzola CUB Cuba                    |

Feminino
| Event          | Ouro                           | Prata                              | Bronze                              |
| -------------- | ------------------------------ | ---------------------------------- | ----------------------------------- |
| 50 kg detalhes | Caroline de Almeida BRA Brasil | Jennifer Lozano USA Estados Unidos | Ingrit Valencia COL Colômbia        |
| 50 kg detalhes | Caroline de Almeida BRA Brasil | Jennifer Lozano USA Estados Unidos | Mckenzie Wright CAN Canadá          |
| 54 kg detalhes | Yeni Arias COL Colômbia        | Tatiana Chagas BRA Brasil          | Johana Gómez VEN Venezuela          |
| 54 kg detalhes | Yeni Arias COL Colômbia        | Tatiana Chagas BRA Brasil          | Denisse Bravo CHI Chile             |
| 57 kg detalhes | Jucielen Romeu BRA Brasil      | Valeria Arboleda COL Colômbia      | Ashleyann Lozada PUR Porto Rico     |
| 57 kg detalhes | Jucielen Romeu BRA Brasil      | Valeria Arboleda COL Colômbia      | Omailyn Alcalá VEN Venezuela        |
| 60 kg detalhes | Beatriz Ferreira BRA Brasil    | Angie Valdés COL Colômbia          | Jajaira Gonzalez USA Estados Unidos |
| 60 kg detalhes | Beatriz Ferreira BRA Brasil    | Angie Valdés COL Colômbia          | María José Palacios ECU Equador     |
| 66 kg detalhes | Bárbara dos Santos BRA Brasil  | Morelle McCane USA Estados Unidos  | Charlie Cavanagh CAN Canadá         |
| 66 kg detalhes | Bárbara dos Santos BRA Brasil  | Morelle McCane USA Estados Unidos  | Camila Camilo COL Colômbia          |
| 75 kg detalhes | Tammara Thibeault CAN Canadá   | Atheyna Bylon PAN Panamá           | Citlalli Ortiz MEX México           |
| 75 kg detalhes | Tammara Thibeault CAN Canadá   | Atheyna Bylon PAN Panamá           | Viviane Pereira BRA Brasil          |

## Quadro de medalhas
| Ordem | País                     | Medalha de ouro | Medalha de prata | Medalha de bronze |    |
| ----- | ------------------------ | --------------- | ---------------- | ----------------- | -- |
| 1     | BRA Brasil               | 4               | 5                | 3                 | 12 |
| 2     | USA Estados Unidos       | 2               | 2                | 2                 | 6  |
| 3     | CUB Cuba                 | 2               | 1                | 1                 | 4  |
| 4     | CAN Canadá               | 2               |                  | 4                 | 6  |
| 5     | COL Colômbia             | 1               | 2                | 3                 | 6  |
| 6     | MEX México               | 1               | 1                | 1                 | 3  |
| 7     | DOM República Dominicana | 1               |                  | 2                 | 3  |
| 8     | ECU Equador              |                 | 1                | 2                 | 3  |
| 9     | PAN Panamá               |                 | 1                | 1                 | 2  |
| 10    | ARG Argentina            |                 |                  | 2                 | 2  |
|       | VEN Venezuela            |                 |                  | 2                 | 2  |
| 12    | CHI Chile                |                 |                  | 1                 | 1  |
|       | HAI Haiti                |                 |                  | 1                 | 1  |
|       | PUR Porto Rico           |                 |                  | 1                 | 1  |
| TOTAL | TOTAL                    | 13              | 13               | 26                | 52 |